# Primary van Oklahoma 2008
De primary van Oklahoma is een voorverkiezing die in 2008 op 5 februari werd gehouden, de dag van Super Tuesday. Hillary Clinton en John McCain wonnen.

## Democraten
| Legenda: | Teruggetrokken voor de primary |

| Oklahoma Democratische primary 2008 | Oklahoma Democratische primary 2008 | Oklahoma Democratische primary 2008 | Oklahoma Democratische primary 2008 |
| Kandidaat                           | Stemmen                             | Percentage                          | Nationale gedelegeerden             |
| ----------------------------------- | ----------------------------------- | ----------------------------------- | ----------------------------------- |
| Hillary Clinton                     | 228.480                             | 54,76%                              | 24                                  |
| Barack Obama                        | 130.130                             | 31,19%                              | 14                                  |
| John Edwards                        | 42.725                              | 10,24%                              | 0                                   |
| Bill Richardson                     | 7.078                               | 1,70%                               | 0                                   |
| Jim Rogers                          | 3.905                               | 0,94%                               | 0                                   |
| Christopher Dodd                    | 2.511                               | 0,60%                               | 0                                   |
| Dennis Kucinich                     | 2.378                               | 0,57%                               | 0                                   |
| Totaal                              | 417.207                             | 100,00%                             | 38                                  |

## Republikeinen
| Oklahoma Republikeinse primary 2008 | Oklahoma Republikeinse primary 2008 | Oklahoma Republikeinse primary 2008 | Oklahoma Republikeinse primary 2008 |
| Kandidaat                           | Stemmen                             | Percentage                          | Gedelegeerden                       |
| ----------------------------------- | ----------------------------------- | ----------------------------------- | ----------------------------------- |
| John McCain                         | 122.772                             | 36,64%                              | 32                                  |
| Mike Huckabee                       | 111.899                             | 33,40%                              | 6                                   |
| Mitt Romney                         | 83.030                              | 24,78%                              | 0                                   |
| Ron Paul                            | 11,183                              | 3,34%                               | 0                                   |
| Rudy Giuliani                       | 2.412                               | 0,72%                               | 0                                   |
| Fred Thompson                       | 1.924                               | 0,57%                               | 0                                   |
| Alan Keyes                          | 817                                 | 0,24%                               | 0                                   |
| Jerry R. Curry                      | 387                                 | 0,12%                               | 0                                   |
| Duncan Hunter                       | 317                                 | 0,09%                               | 0                                   |
| Tom Tancredo                        | 189                                 | 0,06%                               | 0                                   |
| Daniel Ayers Gilbert                | 124                                 | 0,04%                               | 0                                   |
| Totaal                              | 335.054                             | 100%                                | 38                                  |